# Antrostomus
Antrostomus  (лат.) — род птиц семейства настоящих козодоев. 
Ранее все виды данного рода помещались в род Caprimulgus, но на основании результатов молекулярного филогенетического исследования, опубликованного в 2010 году перемещены в восстановленный род Antrostomus. Данный род был введён французским натуралистом Шарлем Бонопартом в 1838 году для Antrostomus carolinensis в качестве типового вида. Родовое название является комбинацией др.-греч. ἄντρον — «полость» и др.-греч. στόμα — «рот».

## Описание
У большинства видов маленькие лапы, малопригодные для ходьбы. Клюв относительно длинный с многочисленными щетинками у основания. Камуфляжная окраска мягкого оперения напоминает кору или листья. Песня повторяющаяся, часто с механическим ритмом.

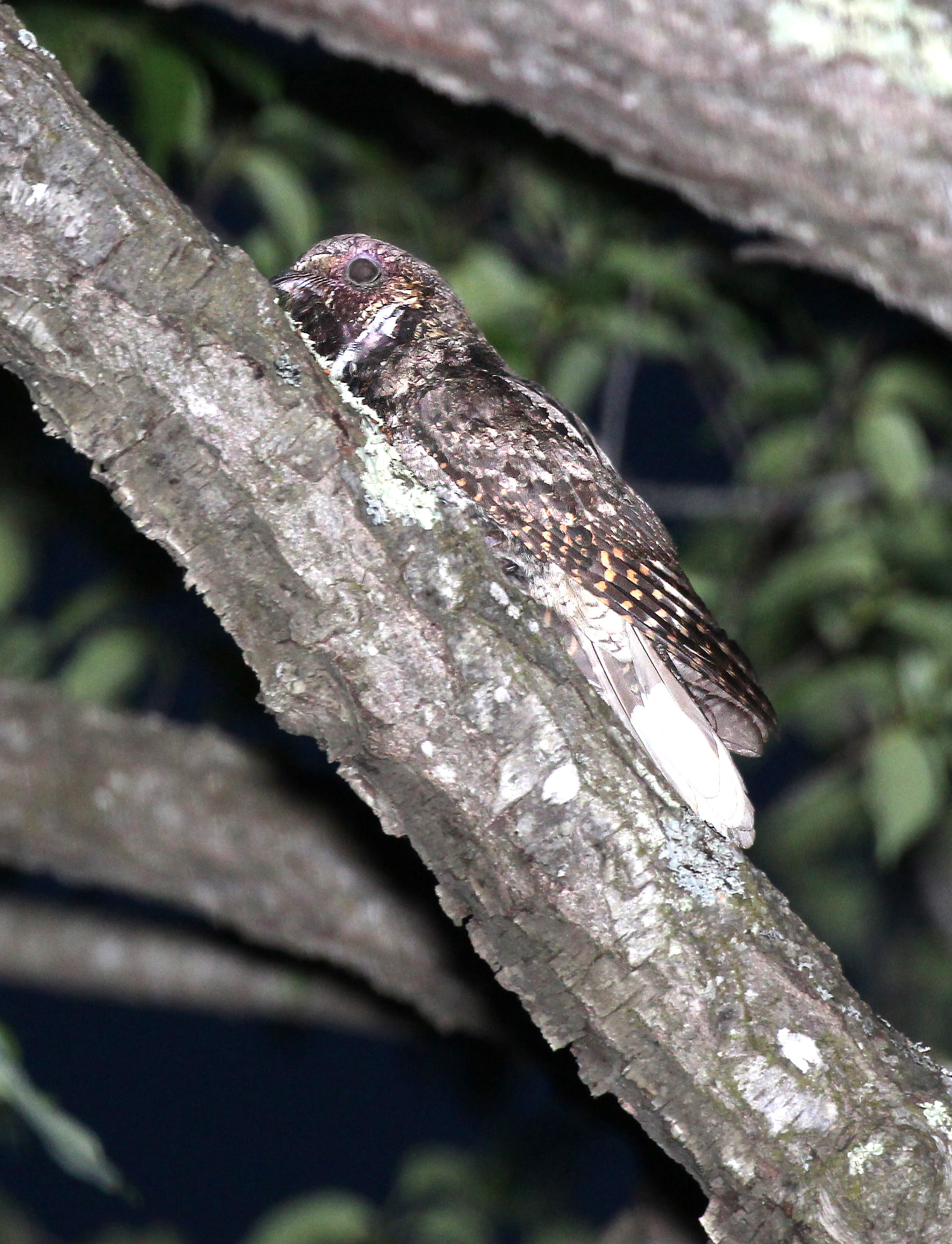
Antrostomus vociferus

## Образ жизни
Активны поздним вечером и ранним утром или ночью. Питаются преимущественно мотыльками и другими крупными летающими насекомыми. Некоторые виды, что необычно для птиц, садятся вдоль ветки, а не поперек неё, что помогает скрываться в течение дня. Обычно гнездятся на земле. 

## Распространение
Все представители рода распространены в Новом Свете. Виды, гнездящиеся в умеренных широтах, совершают протяжённые миграции, зимуя в тропиках.

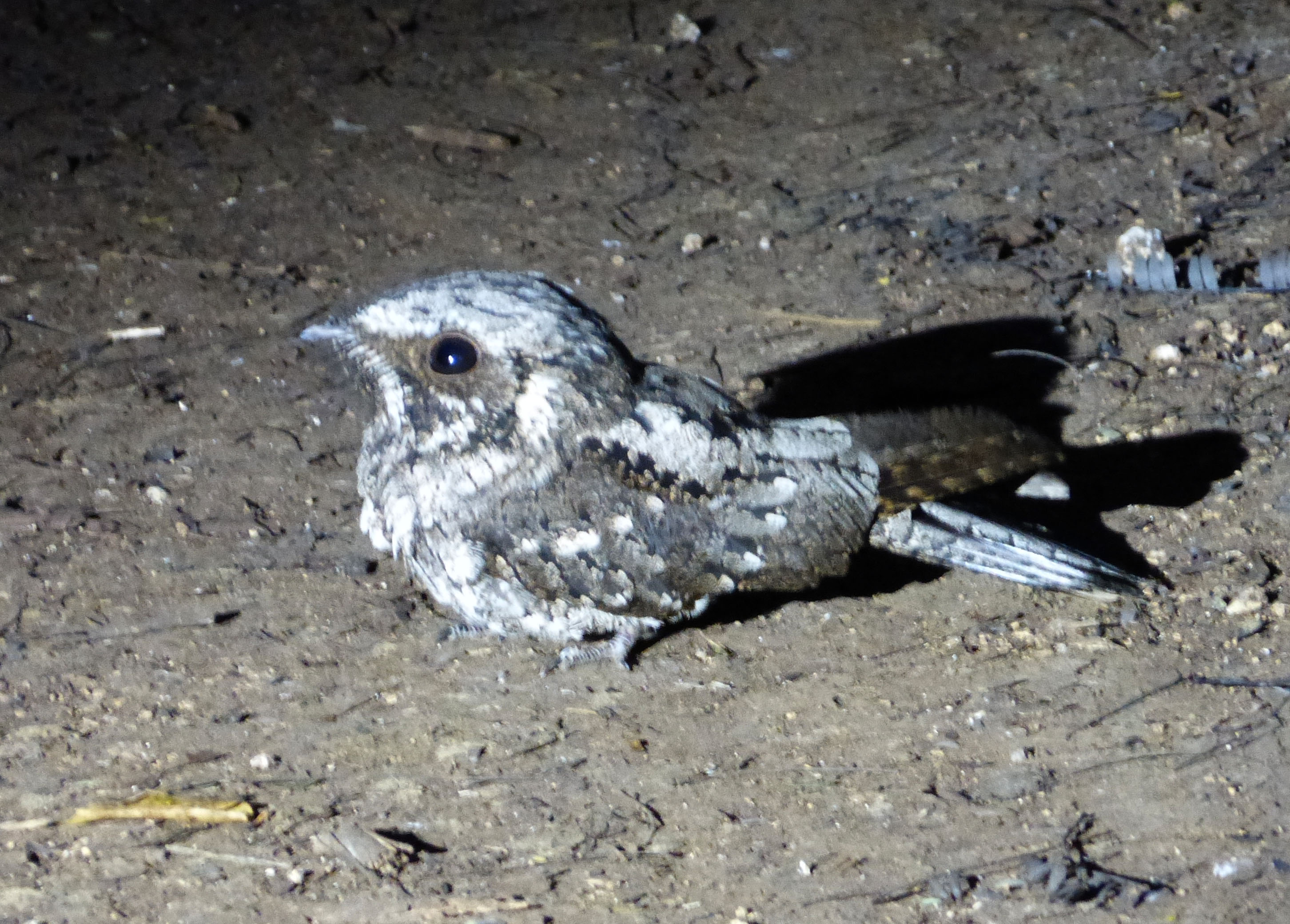
Antrostomus cubanаensis

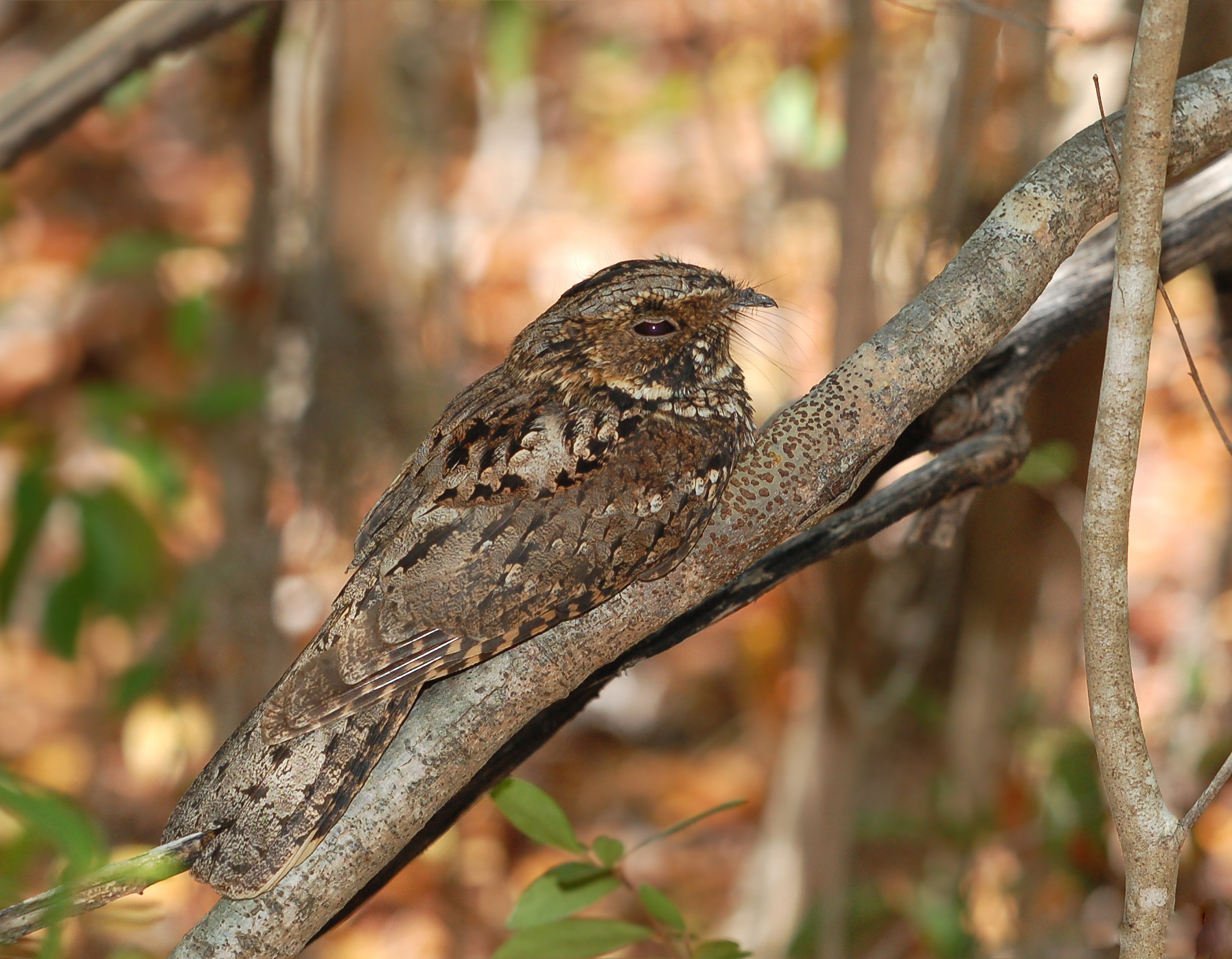
Antrostomus noctitherus

## Виды
В состав рода включают 12 видов:
- Antrostomus carolinensis — Каролинский козодой
- Antrostomus rufus — Рыжий козодой
- Antrostomus cubanаensis — Кубинский козодой
- Antrostomus ekmani
- Antrostomus salvini — Сальвинов козодой
- Antrostomus badius — Юкатанский козодой
- Antrostomus sericocaudatus — Шелкохвостый козодой
- Antrostomus ridgwayi — Бурошейный козодой
- Antrostomus vociferus — Жалобный козодой
- Antrostomus arizonae — Аризонский жалобный козодой
- Antrostomus noctitherus — Пуэрто-риканский козодой
- Antrostomus saturatus — Тёмный козодой